# District de Pingqiao
Le district de Pingqiao (平桥区 ; pinyin : Píngqiáo Qū) est une subdivision administrative de la province du Henan en Chine. Il est placé sous la juridiction de la ville-préfecture de Xinyang.